# Stjälkholmasjön
Stjälkholmasjön är en sjö i Skara kommun i Västergötland och ingår i Göta älvs huvudavrinningsområde. Sjön ligger 500 meter söder om Ölanda.

## Etymologi
Stjälkholmasjön har troligtvis fått sitt namn från mansnamnet Stjälke och ordet holme. Gården har legat på en upphurning (holme) vid sjön.